# 牛津大學馬球俱樂部

牛津大学马球俱乐部 (简称为OUPC)是牛津大学的自酌定全蓝马球俱乐部。 成立于1874年，牛津大学球俱乐部是世界上最古老的马球俱乐部之一。 其成立于1878年的年度牛剑马球对抗赛是西方世界 第二古老的马球赛。 牛剑马球对抗赛通常每年在六月初于御林军马球俱乐部举行。
牛津大学球俱乐部在牛剑马球对抗赛最近的胜利是2018年牛剑马球对抗赛，以13-0击败 剑桥大学马球俱乐部。

## 歷史

### 早期歷史
牛津大學馬球俱樂部是由沃爾特·休姆·龍於1847年成立。